# Рогізки
Рогі́зки — село в Україні, у Сновській міській громаді Корюківського району Чернігівської області. Населення становить 650 особи. До 2016 орган місцевого самоврядування — Рогізківська сільська рада.

## Історія
12 червня 2020 року, відповідно до розпорядження Кабінету Міністрів України № 730-р «Про визначення адміністративних центрів та затвердження територій територіальних громад Чернігівської області», увійшло до складу Сновської міської громади.
19 липня 2020 року, в результаті адміністративно-територіальної реформи та ліквідації Сновського району, село увійшло до складу Корюківського району.

## Населення

### Мова
Розподіл населення за рідною мовою за даними перепису 2001 року:
| Мова       | Кількість | Відсоток |
| ---------- | --------- | -------- |
| українська | 971       | 97.2%    |
| російська  | 21        | 2.1%     |
| вірменська | 6         | 0.6%     |
| білоруська | 1         | 0.1%     |
| Усього     | 999       | 100%     |

## Відомі земляки
- Карнабіда Андрій Антонович (1927—2005) — український архітектор та краєзнавець.